# Quasiperfekte Zahl
In der Mathematik bezeichnet man natürliche Zahlen n als quasiperfekte Zahlen oder quasivollkommene Zahlen, wenn die Summe ihrer echten Teiler (also aller Teiler außer der Zahl n selbst) n+1 ergibt (wenn also die Teilersummenfunktion {\displaystyle \sigma (n)=2n+1} bzw. wenn {\displaystyle \sigma ^{*}(n)=n+1} ist). Es sind noch keine quasiperfekten Zahlen bekannt.

## Eigenschaften
- Quasiperfekte Zahlen sind abundante Zahlen mit einer Abundanz von 1. Deswegen nennt man sie auch leicht abundante Zahlen.
- Quasiperfekte Zahlen müssen ungerade Quadratzahlen sein, welche größer als {\displaystyle 10^{35}} sind und mindestens sieben verschiedene Primfaktoren haben.[1]

## Ähnlichkeit zu anderen Zahlen
Es gibt Zahlen, welche eine Abundanz von 2 besitzen, deren echte Teilersumme also n+2 ist. Die ersten dieser Zahlen sind die folgenden:
20, 104, 464, 650, 1952, 130304, 522752, 8382464, 134193152, 549754241024, 8796086730752, 140737463189504, … Folge A088831 in OEIS